# Power Play (magazine)
Pour les articles homonymes, voir Power Play.
Ne doit pas être confondu avec le magazine australien PC PowerPlay.
Power Play est un magazine allemand de jeu vidéo, et l'un des premiers magazines, avec ASM, en langue allemande, publié entre 1987 et 2000.
Entre 2012 et 2013, le magazine a connu une nouvelle édition, CHIP Power Play, à laquelle ont participé de nombreux anciens rédacteurs de l'original. Début 2014, une édition entièrement numérique de Power Play pour tablettes est annoncée , mais elle ne sera jamais publiée.

## Histoire
Power Play est né de la section jeux de Happy Computer et, après quelques numéros spéciaux, devient un supplément mensuel régulier à partir de fin 1988. À partir de début 1990, Power Play est finalement publié en tant que magazine indépendant. Comme Happy Computer, il est publié par la maison d'édition Markt und Technik Verlag à Haar près de Munich, où se trouvaient également les locaux de la rédaction. Le premier rédacteur en chef était Heinrich Lenhardt, la rédaction comprend entre autres Boris Schneider, Martin Gaksch et Anatol Locker, qui avaient également largement contribué à la conception du magazine. Plus tard, Michael Hengst, Knut Gollert, Winnie Forster et Richard Eisenmenger, entre autres, les rejoignent.
Jusqu'en 1993, la bande dessinée en continu Starkiller, dessinée par Rolf Boyke, est publiée dans le magazine. Boyke travaille également comme maquettiste pour le magazine.
Durant son existence, Power Play publie également quelques numéros spéciaux à intervalles irréguliers. Il s'agit entre autres de Power Play PC (uniquement des tests de jeux PC, accompagnés d'une disquette de 5,25 pouces contenant des démos ou par exemple la version complète du jeu Atomino), de numéros spéciaux de Tipps&Tricks ou d'un numéro spécial sur les meilleurs jeux. Des livres comme Die Mogel-Spiele-Power (1994) sont également publiés sous le label Power Play par la maison d'édition Markt und Technik.
À partir de 1991, Video Games, un magazine frère, est également publié par la même maison d'édition, mais il se limite exclusivement aux logiciels pour consoles de jeux. Inversement, Power Play, qui était au début un magazine multi-format traitant aussi bien des jeux pour PC que de ceux pour consoles, ordinateurs de salon et bornes d'arcade, se transforme au fil du temps en un magazine exclusivement consacré au PC. Le pas définitif dans ce sens a été franchi dans le no 12/1994, lorsque la rubrique du courrier des lecteurs annonce la concentration sur les PC et que l'inscription Jetzt 100% PC est apposée sur la couverture.
Au début des années 1990, de nombreux rédacteurs quittent la maison d'édition et se sont parfois mis à leur compte en créant leurs propres magazines : Heinrich Lenhardt et Boris Schneider fondent PC Player en 1992, Winnie Forster, Martin Gaksch et Andreas Knauf créent MAN!AC en 1993. Même après le départ d'une grande partie de la rédaction initiale, plusieurs journalistes spécialisés connus commencèrent encore leur carrière à Power Play, dont Stephan Freundorfer.
En 1995, l'édition complète du mois d'août a été saisie et détruite par le parquet de Munich, car le magazine contenait de la publicité pour des jeux alors indexés. La maison d'édition WEKA, à laquelle appartenait Power Play, a ainsi subi des pertes à six chiffres en marks. Dans la deuxième moitié des années 1990, Power Play subit une pression croissante face à une forte concurrence et à des problèmes internes à la maison d'édition, si bien que la maison d'édition WEKA vend le magazine à la maison d'édition Future en été 1999. Après une relance, le dernier numéro parait en avril 2000. Le magazine continue ensuite d'être publié en ligne jusqu'à la fin de la maison d'édition Future.

### Chip Power Play
Fin 2012, la maison d'édition Chip Communications rédige un numéro spécial en l'honneur du 25e anniversaire de Power Play. Intitulé Chip Power Play, il est réalisé sous la direction de Heinrich Lenhardt et contient des articles contemporains d'anciens rédacteurs de Power Play, ainsi que des contributions d'autres auteurs. Parmi les auteurs figurent Heinrich Lenhardt, Winnie Forster, Anatol Locker, Michael Hengst, Jörg Langer, Roland Austinat, Harald Fränkel, Denis Brown et Stephan Freundorfer. Le contenu du magazine et le DVD qui l'accompagnait portaient à la fois sur des thèmes de jeux actuels et passés.
Encouragé par le succès de ce numéro spécial, Chip Communications relance le magazine en tant qu'extension trimestrielle de son produit phare CHIP. Selon Andreas Laube, directeur des ventes et de la gestion des produits chez Chip, l'éditeur avait vendu environ 15 000 exemplaires de l'édition spéciale publiée en novembre 2012. Selon Laube, de nombreux lecteurs expriment dans des lettres de lecteurs le souhait d'une suite. Le premier numéro régulier de Chip Power Play parait le 22 mai 2013. Le magazine est arrêté après quatre numéros seulement, le dernier étant paru en novembre 2013.